# قائمة الجوائز والترشيحات التي تلقاها بول توماس أندرسون
فيما يلي قائمة الجوائز والترشيحات التي تلقاها المخرج بول توماس أندرسون.
بول توماس أندرسون هو مخرج ومنتج وكاتب سيناريو ومصور سينمائي أمريكي. حصل على أحد عشر ترشيحًا لجائزة الأوسكار. ترشح لجائزة الأوسكار لأفضل سيناريو أصلي للدراما التي تركز على صناعة الإباحية خلال سبعينات القرن العشرين «ليال راقصة» (1997) والدراما النفسية ماغنوليا (1999). حصل على 6 ترشيحات عن الدراما التاريخية الملحمية «ستسيل الدماء» (2007) بما فيها جائزة الأوسكار لأفضل فيلم وجائزة الأوسكار لأفضل مخرج وجائزة الأوسكار لأفضل سيناريو مقتبس. كما تلقى ترشيحات لفيلم الجريمة «رذيلة متأصلة» (2014) ودراما الأزياء «خيط وهمي» (2017) وفيلم الدراما «بيتزا العرقسوس» (2021). كما حصل أيضًا على ترشيحات لجوائز الغولدن غلوب، و8 ترشيحات لجوائز الأكاديمية البريطانية للأفلام وترشيح واحد لجائزة غرامي. حصل على جائزة إندبندنت سبيريت روبرت ألتمان عن فيلم «رذيلة متأصلة» في عام 2015.

## الجمعيات الكبرى

### جائزة الأوسكار
| السنة | الفئة                              | الفيلم المتَرَشح   | النتيجة | المصادر |
| ----- | ---------------------------------- | ---------------- | ------- | ------- |
| 1998  | جائزة الأوسكار لأفضل سيناريو أصلي  | «ليال راقصة»     | رُشِّح     | [ 1 ]   |
| 2000  | جائزة الأوسكار لأفضل سيناريو أصلي  | «ماغنوليا»       | رُشِّح     | [ 2 ]   |
| 2008  | جائزة الأوسكار لأفضل فيلم          | «ستسيل الدماء»   | رُشِّح     | [ 3 ]   |
| 2008  | جائزة الأوسكار لأفضل مخرج          | «ستسيل الدماء»   | رُشِّح     | [ 3 ]   |
| 2008  | جائزة الأوسكار لأفضل سيناريو مقتبس | «ستسيل الدماء»   | رُشِّح     | [ 3 ]   |
| 2015  | جائزة الأوسكار لأفضل سيناريو مقتبس | «رذيلة متأصلة»   | رُشِّح     | [ 4 ]   |
| 2018  | جائزة الأوسكار لأفضل فيلم          | «خيط وهمي»       | رُشِّح     | [ 5 ]   |
| 2018  | جائزة الأوسكار لأفضل مخرج          | «خيط وهمي»       | رُشِّح     | [ 5 ]   |
| 2022  | جائزة الأوسكار لأفضل فيلم          | «بيتزا العرقسوس» | رُشِّح     | [ 6 ]   |
| 2022  | جائزة الأوسكار لأفضل مخرج          | «بيتزا العرقسوس» | رُشِّح     | [ 6 ]   |
| 2022  | جائزة الأوسكار لأفضل سيناريو أصلي  | «بيتزا العرقسوس» | رُشِّح     | [ 6 ]   |

### جوائز الأكاديمية البريطانية للأفلام
| السنة                                                         | الفئة                             | الفيلم المتَرَشح   | النتيجة | المصادر |
| ------------------------------------------------------------- | --------------------------------- | ---------------- | ------- | ------- |
| حفل توزيع جوائز الأكاديمية البريطانية للأفلام الواحد والخمسون | جائزة البافتا لأفضل سيناريو أصلي  | «ليال راقصة»     | رُشِّح     |         |
| 2008                                                          | جائزة البافتا لأفضل فيلم          | «ستسيل الدماء»   | رُشِّح     | [ 7 ]   |
| 2008                                                          | جائزة البافتا لأفضل فيلم إخراج    | «ستسيل الدماء»   | رُشِّح     | [ 7 ]   |
| 2008                                                          | جائزة البافتا لأفضل سيناريو مقتبس | «ستسيل الدماء»   | رُشِّح     | [ 7 ]   |
| 2013                                                          | جائزة البافتا لأفضل سيناريو أصلي  | «المعلم»         | رُشِّح     | [ 8 ]   |
| 2022                                                          | جائزة البافتا لأفضل فيلم          | «بيتزا العرقسوس» | رُشِّح     | [ 9 ]   |
| 2022                                                          | جائزة البافتا لأفضل إخراج         | «بيتزا العرقسوس» | رُشِّح     | [ 9 ]   |
| 2022                                                          | جائزة البافتا لأفضل سيناريو أصلي  | «بيتزا العرقسوس» | فوز     | [ 9 ]   |

### جوائز الغولدن غلوب
| السنة | الفئة                                          | الفيلم المتَرَشح   | النتيجة | المصادر |
| ----- | ---------------------------------------------- | ---------------- | ------- | ------- |
| 2008  | جائزة غولدن غلوب لأفضل فيلم - دراما            | «ستسيل الدماء»   | رُشِّح     | [ 10 ]  |
| 2022  | جائزة غولدن غلوب لأفضل فيلم - موسيقي أو كوميدي | «بيتزا العرقسوس» | رُشِّح     | [ 11 ]  |
| 2022  | جائزة غولدن غلوب لأفضل سيناريو                 | «بيتزا العرقسوس» | رُشِّح     | [ 11 ]  |

### جائزة غرامي
| السنة | الفئة                         | الفيلم المتَرَشح | النتيجة | المصادر |
| ----- | ----------------------------- | -------------- | ------- | ------- |
| 2020  | جائزة غرامي لأفضل فيلم موسيقي | «أنيما»        | رُشِّح     | [ 12 ]  |

## جوائز مهرجانات السينما

### مهرجان برلين السينمائي الدولي
| العام | الفئة                                     | العمل المتَرَشح  | النتيجة | المصادر |
| ----- | ----------------------------------------- | -------------- | ------- | ------- |
| 2000  | الدب الذهبي                               | «ماغنوليا»     | فوز     |         |
| 2000  | القارئ في لجنة تحكيم «بيرلنير مورغينبوست» | «ماغنوليا»     | فوز     |         |
| [2008 | الدب الذهبي                               | «ستسيل الدماء» | رُشِّح     |         |
| [2008 | الدب الذهبي لأفصل مخرج                    | «ستسيل الدماء» | فوز     |         |

### مهرجان كان السينمائي
| العام | الفئة          | العمل المتَرَشح          | النتيجة | المصادر |
| ----- | -------------- | ---------------------- | ------- | ------- |
| 1996  | كاميرا الذهب   | «لعبة الثمانية الصعبة» | رُشِّح     |         |
| 2002  | السعفة الذهبية | «حب مترنح»             | رُشِّح     |         |
| 2002  | أفضل مخرج      | «حب مترنح»             | فوز     |         |

### مهرجان البندقية السينمائي
| العام | الفئة                             | العمل المتَرَشح | النتيجة | المصادر |
| ----- | --------------------------------- | ------------- | ------- | ------- |
| 2012  | جائزة الأسد الذهبي                | «المعلم»      | رُشِّح     |         |
| 2012  | الأسد الفضي لأفضل إخراج           | «المعلم»      | فوز     |         |
| 2012  | الاتحاد الدولي للنقاد السينمائيين | «المعلم»      | فوز     |         |

## جوائز وترشيحات أخرى

### جوائز الأكاديمية الأسترالية لفنون السينما والتلفزيون الدولية
| السنة | الفئة                                                                      | الفيلم المتَرَشح   | النتيجة | المصادر |
| ----- | -------------------------------------------------------------------------- | ---------------- | ------- | ------- |
| 2013  | جوائز الأكاديمية الأسترالية لفنون السينما والتلفزيون الدولية لأفضل سيناريو | «المعلم»         | رُشِّح     |         |
| 2022  | جوائز الأكاديمية الأسترالية لفنون السينما والتلفزيون الدولية لأفضل إخراج   | «بيتزا العرقسوس» | رُشِّح     |         |
| 2022  | جوائز الأكاديمية الأسترالية لفنون السينما والتلفزيون الدولية لأفضل سيناريو | «بيتزا العرقسوس» | رُشِّح     |         |

### جائزة اختيار النقاد للأفلام
| السنة | الفئة                                           | الفيلم المتَرَشح   | النتيجة | المصادر |
| ----- | ----------------------------------------------- | ---------------- | ------- | ------- |
| 2013  | جائزة اختيار النقاد للأفلام لأفضل سيناريو أصلي  | «المعلم»         | رُشِّح     | [ 13 ]  |
| 2015  | جائزة اختيار النقاد للأفلام لأفضل سيناريو مقتبس | «رذيلة متأصلة»   | رُشِّح     | [ 14 ]  |
| 2022  | جائزة اختيار النقاد للأفلام لأفضل مخرج          | «بيتزا العرقسوس» | رُشِّح     | [ 15 ]  |
| 2022  | جائزة اختيار النقاد للأفلام لأفضل سيناريو أصلي  | «بيتزا العرقسوس» | رُشِّح     | [ 15 ]  |

### جائزة نقابة المخرجين الأمريكيين
| السنة | الفئة                                                   | الفيلم المتَرَشح   | النتيجة | المصادر |
| ----- | ------------------------------------------------------- | ---------------- | ------- | ------- |
| 2008  | جائزة نقابة المخرجين الأمريكيين لأفضل إخراج - فيلم طويل | «ستسيل الدماء»   | رُشِّح     |         |
| 2022  | جائزة نقابة المخرجين الأمريكيين لأفضل إخراج - فيلم طويل | «بيتزا العرقسوس» | رُشِّح     |         |

### جوائز الروح المستقلة
| السنة | الفئة                                  | الفيلم المتَرَشح         | النتيجة | المصادر |
| ----- | -------------------------------------- | ---------------------- | ------- | ------- |
| 1998  | جائزة الروح المستقلة لأفضل أول فيلم    | «لعبة الثمانية الصعبة» | رُشِّح     | [ 16 ]  |
| 1998  | جائزة الروح المستقلة لأفضل أول سيناريو | «لعبة الثمانية الصعبة» | رُشِّح     | [ 16 ]  |
| 2014  | جائزة إندبندنت سبيريت روبرت ألتمان     | «رذيلة متأصلة          | فوز     | [ 17 ]  |

### جوائز نقابة المنتجين الأمريكية
| السنة | الفئة                                             | الفيلم المتَرَشح   | النتيجة | المصادر |
| ----- | ------------------------------------------------- | ---------------- | ------- | ------- |
| 2008  | جائزة نقابة المنتجين الأمريكية لأفضل فيلم سينمائي | «ستسيل الدماء»   | رُشِّح     |         |
| 2022  | جائزة نقابة المنتجين الأمريكية لأفضل فيلم سينمائي | «بيتزا العرقسوس» | رُشِّح     |         |

### جوائز نقابة الكتاب الأمريكية
| السنة | الفئة                                            | الفيلم المتَرَشح   | النتيجة | المصادر |
| ----- | ------------------------------------------------ | ---------------- | ------- | ------- |
| 1998  | جائزة نقابة الكتاب الأمريكية لأفضل سيناريو أصلي  | «ليال راقصة»     | رُشِّح     |         |
| 2002  | جائزة نقابة الكتاب الأمريكية لأفضل سيناريو أصلي  | «ماغنوليا»       | رُشِّح     |         |
| 2008  | جائزة نقابة الكتاب الأمريكية لأفضل سيناريو مقتبس | «ستسيل الدماء»   | رُشِّح     |         |
| 2013  | جائزة نقابة الكتاب الأمريكية لأفضل سيناريو أصلي  | «المعلم»         | رُشِّح     |         |
| 2022  | جائزة نقابة الكتاب الأمريكية لأفضل سيناريو أصلي  | «بيتزا العرقسوس» | رُشِّح     |         |

## جوائز تلقتها أفلام أندرسون
| العام          | العنوان        | جوائز الأوسكار | جوائز الأوسكار | جوائز البافتا | جوائز البافتا | جوائز غولدن غلوب | جوائز غولدن غلوب |
| العام          | العنوان        | الترشيحات      | الفوز          | الترشيحات     | الفوز         | الترشيحات        | الفوز            |
| -------------- | -------------- | -------------- | -------------- | ------------- | ------------- | ---------------- | ---------------- |
| 1997           | ليال راقصة     | 3              |                | 2             |               | 2                | 1                |
| 1999           | ماغنوليا       | 3              |                |               |               | 2                | 1                |
| 2002           | حب مترنح       |                |                |               |               | 1                |                  |
| 2007           | ستسيل الدماء   | 8              | 2              | 9             | 1             | 2                | 1                |
| 2012           | المعلم         | 3              |                | 4             |               | 3                |                  |
| 2014           | رذيلة متأصلة   | 2              |                |               |               | 1                |                  |
| 2017           | خيط وهمي       | 6              | 1              | 4             | 1             | 2                |                  |
| 2021           | بيتزا العرقسوس | 3              |                | 5             | 1             | 4                |                  |
| العدد الإجمالي | العدد الإجمالي | 25             | 3              | 24            | 3             | 17               | 3                |

إخراج لتمثيل متعلق بالأوسكار
| جائزة الأوسكار لأفضل ممثل         |                    |              |     |
| 2007                              | دانيال دي لويس     | ستسيل الدماء | فوز |
| 2012                              | خواكين فينيكس      | المعلم       | رُشِّح |
| 2017                              | دانيال دي لويس     | خيط وهمي     | رُشِّح |
| جائزة الأوسكار لأفضل ممثل مساعد   |                    |              |     |
| 1997                              | بيرت رينولدز       | ليال راقصة   | رُشِّح |
| 1999                              | توم كروز           | ماغنوليا     | رُشِّح |
| 2012                              | فيليب سيمور هوفمان | المعلم       | رُشِّح |
| جائزة الأوسكار لأفضل ممثلة مساعدة |                    |              |     |
| 1997                              | جوليان مور         | ليال راقصة   | رُشِّح |
| 2012                              | إيمي آدامز         | المعلم       | رُشِّح |
| 2017                              | ليزلي مانفيل       | خيط وهمي     | رُشِّح |